# Szule (imię)
Szule (deseret 𐐟𐐆𐐅𐐢) – imię męskie występujące w wyznaniach należących do ruchu świętych w dniach ostatnich (mormonów).

## Pochodzenie
Pochodzi z Księgi Mormona, jednego z pism świętych przynależnych do kanonu tej tradycji religijnej. Nosił je w niej jeden z wczesnych władców jeredyckich, syn Kiba.

## Występowanie i popularność
Wśród świętych w dniach ostatnich jest rzadko wybieranym imieniem. Może to wynikać z jego sporadycznej obecności w Księdze Mormona, a co za tym idzie z nieznacznego jedynie zakorzenienia w materiałach publikowanych przez Kościół. Wierni nie zawsze identyfikują je jako imię wywiedzione z pism świętych, nawet jeżeli są dobrze zaznajomieni z fundacyjnym tekstem mormonizmu. Inne imiona, takie jak Nefi, Moroni, Alma czy Ammon pojawiają się w podręcznikach, przemówieniach czy prasie kościelnej częściej. Rodzeństwo wspomnianego w badaniach chłopca również nosiło imiona pochodzące z Księgi Mormona.
Jako imię specyficznie mormońskie znalazło odbicie w kulturze Kościoła, z którego wierzeń wyrosło. Artykuł na łamach pisma „Friend” z maja 1994 wskazuje, że imię zaczerpnięte z Księgi Mormona może być powodem do dumy oraz wywierać pozytywny wpływ na życie duchowe noszącego je człowieka. Podobną tematykę porusza numer tego samego pisma z lutego 1995.
Międzynarodowa ekspansja mormonizmu przyczyniła się do pojawienia się imienia Szule również poza granicami Stanów Zjednoczonych. Występuje chociażby wśród nowozelandzkich Maorysów (w zapisie Hure).